# Friskytten
Friskytten (tyska: Der Freischütz) är en tysk romantisk opera med talad dialog i tre akter med musik av Carl Maria von Weber. Librettot av Johann Friedrich Kind baseras på berättelsen Der Freischütz. Eine Volkssage  ur Gespensterbuch (Spökboken) av Johann August Apel och Friedrich Laun, som i sin tur bygger på Unterredungen von dem Reiche der Geister av Otto von Graben zum Stein från 1730.

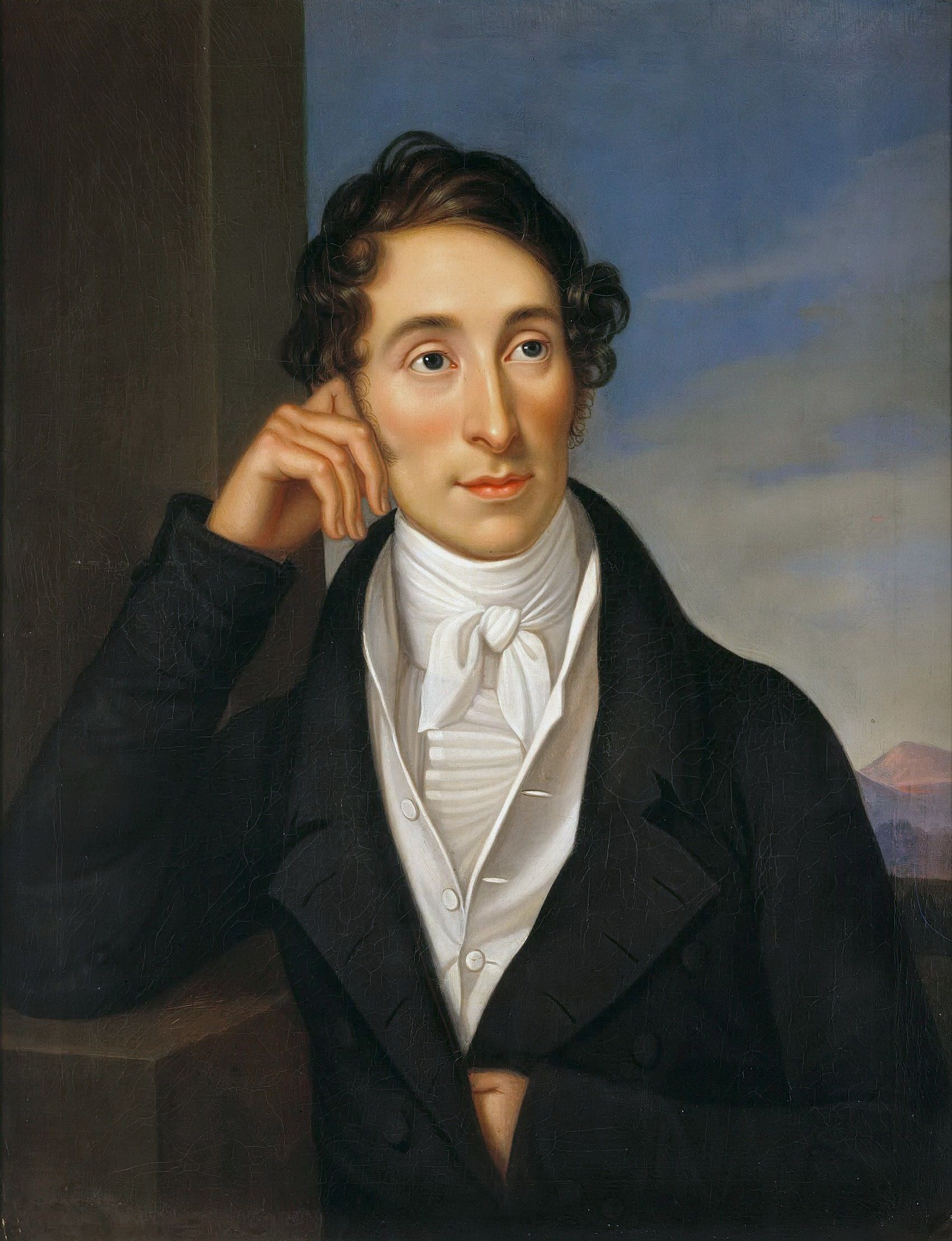
Carl Maria von Weber

## Historia
Weber erhöll librettot av Kind i mars 1817 och började under sommaren samma år skriva musiken. Fyra år senare uruppfördes operan på Königliches Schauspielhaus i Berlin den 18 juni 1821. Tonsättaren dirigerade själv och verket blev en enastående framgång med enormt publikbifall och sålunda måste hela ouvertyren tas da capo. Kort tid efteråt spelades den över hela Tyskland, och den har ända in i våra dagar behållit sin ställning som den tyska nationaloperan framför andra.
Den svenska premiären ägde rum på Stockholmsoperan den 23 april 1823 med en version i svensk översättning av Anders Lindeberg och den iscensattes åter med premiär den 3 oktober 1841, den 15 december 1857, den 17 oktober 1900 i en nyöversättning av Wilhelm Stenhammar, den 28 mars 1924 och den 14 februari 1946 i ännu en nyöversättning av Leo Blech.
Den sattes upp på Folkoperan med premiär den 9 februari 2008.

### Ouvertyren
Ouvertyren talar direkt till fantasin. Landskapsskildringen är rent suggestiv och ger en tydlig bild av den scenbild som åsyftas. Efter åtta takters inledning skildrar ouvertyren först genom fyra valthorn, ackompanjerade av stråkar, stillheten och poesin i skogsnaturen. Detta motiv är det enda som inte är lånat ur själva operan. I takt 26 antyds Samiel, och det ohyggliga bryter plötsligt lugnet. Denna nya orkesterfärg som åstadkommes av pizzicato i kontrabasarna samt stråktremolo, har en så våldsam verkan att man menat att "den romantiska operan föds i just denna takt". Därefter följer motiv hämtat från scenen i Vargklyftan. Till slut kommer operans vackraste gestalt in i bilden med en "jungfrulig" klarinettmelodi och ouvertyren utmynnar i en trallande munter folkviseartad melodi. Till sin form är ouvertyren ett så kallat potpurri, det vill säga den är uppbyggd på motiv från operan utan strängt genomförd form. Men den har likväl en så stark formell enhet att den ofta framförs som fristående orkesterstycke.

### Vargklyftan

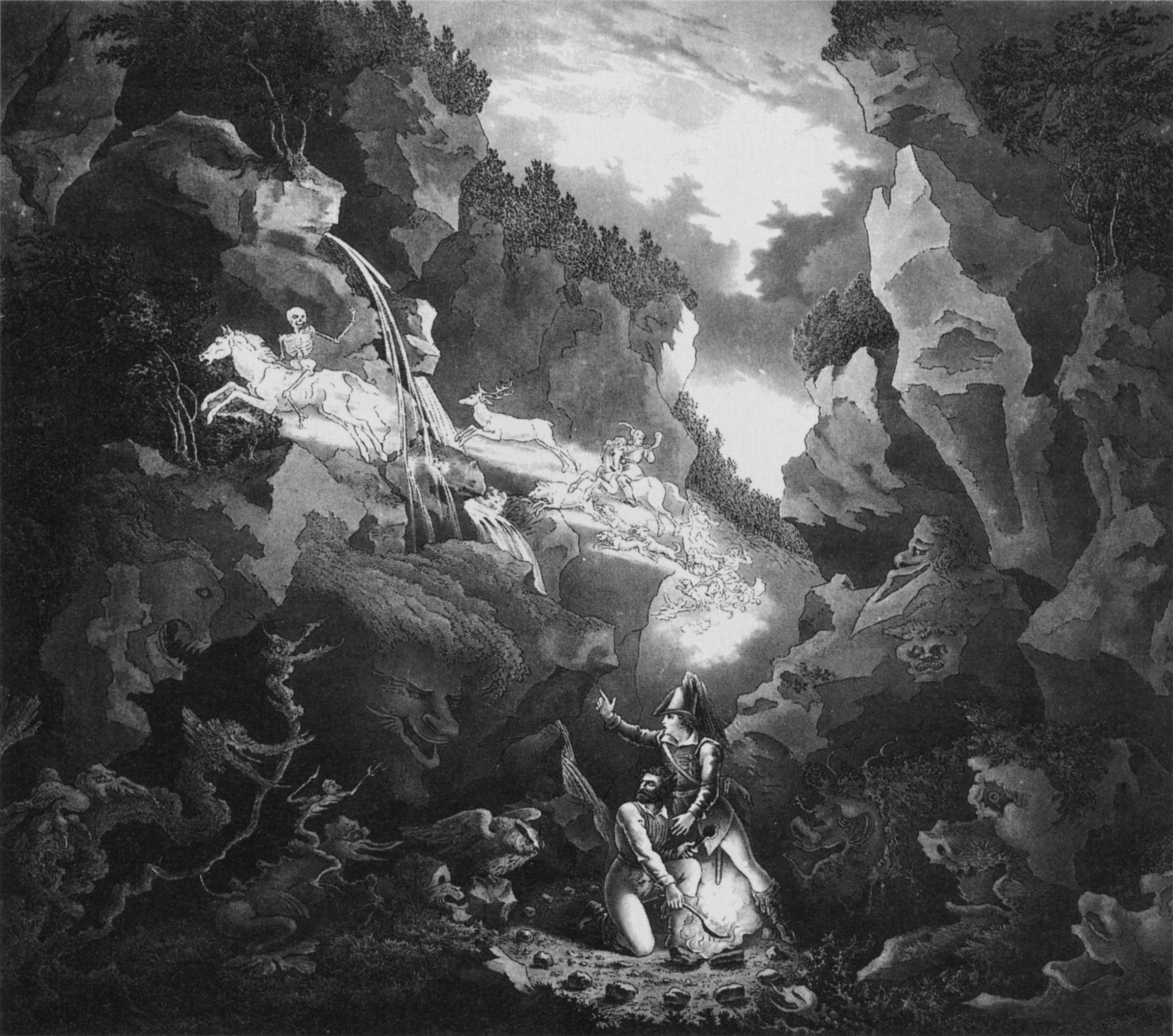
"Vargklyftan" - dekor för andra akten från uppsättningen i Weimar 1822.

I scenen i Vargklyftan (akt II, slutscenen) överensstämmer Webers musik väl med librettots detaljerade scenvision: En dyster klang uppstår genom klarinetternas uttänjda, ovanligt låga toner och stråkarnas tremolo, som följs av en ovanlig duett mellan Kaspar (sång) och Samiel (tal). Till sist kommer Max, och gjutningen av kulorna påbörjas. Receptet: bly, kvicksilver, glasbitar av krossade kyrkfönster, tre kulor som redan en gång har träffat sitt mål, högra ögat av en vipa, vänstra ögat av ett lodjur, samt icke att förglömma, signelsen so viskas fram av Kaspar. För varje ny kula som stöps sker något: Vildfåglar som slår med vingarna, ett svart vildsvin som springer fram ur skogen och "den vilda jakten", en spöklik jakt med hjortar, skällande hundar, pisksnärtar och ljudet av hästhovar och så vidare, allt antytt i orkestern genom korta, tonmålande motiv. Den enda melodin i traditionell bemärkelse tilldelas uppenbarelse av Den onde. En genial tanke hos Weber är att bygga upp den här scenen på bara fyra tonarter: fiss-moll, c-moll, a-moll och Ess-dur. Samiels musikaliska visitkort (A-C-Ess-Fiss).

### Tonarternas motpoler
Friskytten är strängt logiskt uppbyggd. Helvete, jord och himmel kännetecknas av olika tonarter och kontrasteras mot varandra. Den här konceptionen vilar på en gammal tradition av tonartskaraktärer, där molltonarter med b-förtecken ansågs vara mörka och dystra, medan durtonarter med korsförtecken betraktades som ljusa och rena. Samiel, Den onde, har ingen bestämd tonart. Han tilldelas ett förminskat septimaackord (A-C-Ess-Fiss), som på Webers tid uppfattades som dissonant. Samiel tilldelas bara vid ett enda tillfälle en melodi (i c-moll), när han vid kulgjutningens höjdpunkt triumferar som den svarte jägaren.
Andra delen av Max stora soloscen, där han hädar Gud och nästan redan har gett efter för Den onde, är också den skriven i c-moll. Kaspars hämndaria ("Schweig! Schweig!" akt I) är skriven i d-moll, i vederbörlig närhet till Samiel, vars gunstling och offer han är. Agathe och Ännchen sjunger däremot sin duett (i början av akt II) i A-dur. Agathe höjer i bön blicken mot Gud, och där är musiken passande skriven i E-dur. (Agathes cavatina i Ass-dur är en pendang till hennes första aria.)
Den här himmelska sfärens höjdpunkt uppnås av eremiten, Guds ställföreträdare bland människorna, vars rättfärdiga tal följs av en tacksägelse i H-dur, där Max lovar att hålla sig till den rätta vägen.
Bönderna, jägarna, Cuno och Kilian, till och med Ännchen, tilldelas neutrala, "vardagliga" tonarter: C-dur, G-dur, D-dur. De står med båda fötterna på jorden.

### Musiken i övrigt
I operan finns det nästan inte ett enda musiknummer som inte har blivit populärt: "Kilians spevis", "Böndernas skrattkör", ländlern utanför värdshuset vid skogen, "Kaspars dryckesvisa" (som får en militärisk karaktär av den gälla piccolaflöjten), "Brudtärnornas kör", liksom Ännchens arietta. Med Friskyttens stilistiskt mångfacetterade musik bjöd Weber åhörarna på ett musikaliskt smörgåsbord. Han serverade sångnummer av de mest skilda slag. Stora sångscener (Agathe och Max) avlöses av strofvisor ("Kilians spevisa", Böndernas skrattkör", "Kaspars dryckesvisa", "Brudtärnornas kör", "Jägarkören"). Det finns ett dansnummer (en ländler) och en dansant arietta (Ännchen) i form av en polonäs, en dans som var mycket omtyckt i början av 1800-talet. Melodramen i Vargklyftan är förbluffande modern. Allt klingar friskt och naturligt. Orkesterns instrumentala soloinsatser är jämbördiga med sångarnas. Ända sedan Friskytten har valthornen betraktats som en symbol för den tyska skogen, men skogen är inte bara en idyllisk bild, utan även en projektion av det undermedvetna, hotande konflikter och rädslor.
Hornen symboliserar jakten, men även längtan (posthorn), ett uttryck för hoppfullhet, som hos Agathe. Weber har låtit Agathes cavatina få sällskap av solovioloncell, medan Max däremot ackompanjeras av klarinett (Webers favoritinstrument!). Ännchen (som lär vara ett musikaliskt porträtt av Webers hustru, sångerskan Caoline Brandt) karakteriserar av oboe (ariettan) och altviolin (romansen). Flöjten får stor betydelse vid eremitens tal (finalen) och vid den mänskliga vishetens och Guds rättfärdighets seger (en anspelning på Mozart Trollflöjten).

## Friskytten- ett efterkrigsstycke

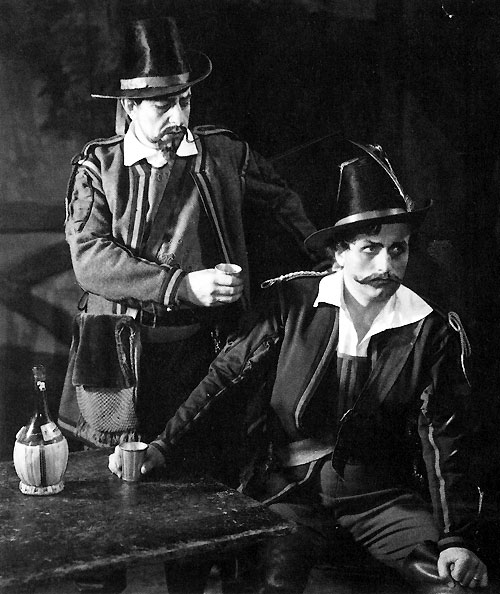
Leon Björker som Kaspar and Set Svanholm som Max på Stockholmsoperan 1936.

Vid uruppförandet 1821 var Friskytten av flera skäl politiskt aktuell. Med den här operan bröts det italienska herraväldet på den tyska operascenen. Det var mot detta mål som Weber hade inriktat hela sin musikaliska och författarmässiga verksamhet. Men Friskytten är å andra sidan ett efterkrigsstycke, såväl i handlingen som i tillkomsttiden. Operan utspelas kort efter Trettioåriga kriget. Kaspar är en legosoldat, som efter kriget i likhet med många andra har förlorat sitt levebröd och han har därför sålt sin själ till Den onde. Men han är inte helt igenom ond, utan ett senkommet offer för kriget. Weber påbörjade arbetet med Friskytten under tiden efter Napoleonkrigen, bara några år efter det stora slaget vid Leipzig (1813), där Napoleon besegrades av förenade preussiska, ryska, österrikiska och svenska trupper. Men freden skänkte inte folket den efterlängtade friheten utan medförde förnyad feodal partikularism och en stärkt reaktion. Weber hade liksom andra hoppats på frihet och komponerade av den anledningen patriotiska körer. En kör som påminner om dessa, men som samtidigt är av helt annat slag, förekommer även i den här operan, den så kallade Jägarkören.

## Namnet
Namnet på operan kommer från folktrons "friskytt", en skytt som på grund av ett förbund med djävulen är i besittning av så kallade "frikulor" som alltid träffar det skytten vill. Detta är dock endast fallet med sex kulor; den sjunde kulan tillhör djävulen och träffar det han vill.

## Personer
- Ottokar, regerande böhmisk furste (baryton)
- Kuno, jägmästare i furstens tjänst (bas)
- Agathe, Kunos dotter (sopran)[5]
- Ännchen (Anna), Agathes unga släkting (sopran)
- Kaspar, förste jägare (bas)
- Max, andre jägare (tenor)
- Eremiten (bas)
- Kilian, en rik bonde (baryton)
- Fyra brudtärnor (4 sopraner)
- Samiel, "den svarte jägaren" (talroll)
- Skyttar, jägare, bondfolk och musikanter (kör)

## Handling
Handlingen utspelar sig i Böhmens bergstrakter vid mitten av 1600-talet kort efter trettioåriga krigets slut.

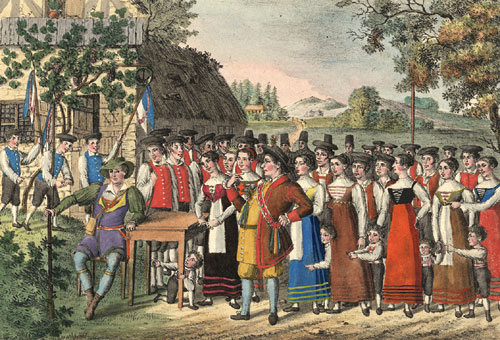
Framförande av operan i Nürnberg 1822.

I operan finns allt det som var typiskt för romantikens opera som: folksaga, övernaturlighet, skogsromantik, glada jägarkörer, naturmystik och människans själ. Weber spelade upp en musik som trollband publiken i de lantliga scenerna, på dansbanan, och inte minst i den berömda scenen i vargklyftan. Folkvisetonen, musikens både romantiska och dramatiska karaktär och de harmoniska finesserna var nyheter, liksom orkesterklangen. Weber använde nämligen instrumenten på nya sätt, till exempel klarinetter i det djupa läget, och publiken fick höra klanger som aldrig tidigare klingat.
De skallande jägarkörerna, den spöklika och skrämmande musiken i vargklyftan, det första ledmotivet i operahistorien, och ouvertyren bildade utgångspunkten för en ny operastil.

### Akt I
Skogvaktarens dotter Agathe har valt jägaren Max till brudgum och har avvisat den äldre friaren Kaspar. Max kan endast uppnå sin lycka genom att vara framgångsrik vid det skytteprov som den blivande skogvaktaren enligt gammal sed måste avlägga. Men ju närmare dagen för provet kommer, desto sämre blir Max jaktlycka och han bommar oupphörligen sitt mål. Vid skytteprovet besegras jägaren av bonde Kilian. Alla har slagit sig ned omkring värdshuset för att styrka sig. Kilian och bönderna gör narr av Max för att han skjutit så dåligt och det uppstår slagsmål ("Schaut der Herr mich an als König"). Skogvaktaren Kuno skiljer de stridande åt. Han ber Max vara vid gott mod. Nästa dag skall han få tillfälle att göra ett mästerskott inför fursten och han kan då vinna anställningen som skogvaktare och därmed Kunos dotter Agathe. Folket börjar att dansa och i en aria tolkar Max livet i skogen ("Durch die Wälder, durch die Auen"). När han strövade genom skog och mark var han alltid säker på hand, men nu skjuter han alltid bom. Han känner inte igen sig själv och är förtvivlad. Max kamrat, jägaren Kaspar, försöker muntra upp honom. Han skålar med honom och sjunger en dryckesvisa ("Hier im ird'schen Jammerthal"). Kaspar är en gudsförgäten man. För att kunna njuta av de glädjeämnen som han mest sätter värde på: vin, kortspel och kvinnor, har han sålt sin själ till djävulens förtrogen, Samiel, "Den svarte jägaren". Kaspar ger Max en "frikula", en kula som är stöpt vid midnatt under åkallan av den onde, och som alltid träffar sitt mål. Max vill övertyga sig om detta och skjuter ned en örn, som han annars aldrig skulle ha kunnat träffa. Kaspar övertalar Max att möta honom i skogen vid Vargklyftan. Där skall de stöpa frikulor. Det gäller ju för Max att vinna både sin brud och ställningen som skogvaktare. Kaspar triumferar i en djävulsk aria ("Schweig! damit dich Niemand warnt").

### Akt II

#### Scen 1. Ett rum hos skogvaktaren.
Agathe har uppsökt en eremit, som har skänkt henne vita törnrosor. Den fromme mannen har också varnat henne för en okänd fara. Och porträttet av Kunos stamfar, som fallit ned från väggen, hade mycket riktigt kunnat slå ihjäl henne, men hon har bara skadat sig lätt. Men Agathe är ändå sorgsen. Var är Max? Kommer han att ha med sig ett bevis på sin jaktlycka, som kan skänka henne hopp inför skytteprovet? Agathe och hennes kusin Ännchen väntar på Max. Agathe har onda aningar och Ännchen försöker få henne på gott humör genom att sjunga om en munter jägare ("Kommt ein schlanker Bursch gegangen"). Agathe blir ensam. Fruktan och hopp präglar omväxlande den aria hin nu sjunger (Agathes bön: "Leise, leise, fromme Weise"). Max kommer. Stolt visar han fram en örn. Men han kan inte stanna hos henne. Han måste återvända till skogen för att hämta en hjort som han skjutit. Agathe blir förfärad då hon får höra att hjorten ligger i den beryltade Vargklyftan.

#### Scen 2. Vargklyftan.
Det är mörk natt. Kaspar håller på med förberedelserna till kulstöpningen. Han har fått tre års uppskov med att bli "den svarte jägaren" Samiels byte, om han kan lura Max i Samiels våld.
På väg genom skogen varnas Max av två uppenbarelser, skepnaderna av hans döda mor och av hans trolovade Agathe, som förgäves försöker hålla honom tillbaka. Under tiden som Kaspar och Max gjuter kulorna drar ett spöklikt jaktsällskap förbi ("den vilda jakten") och en häftig storm uppstår. När den sjunde frikulan är färdig uppenbarar sig Samiel och de båda jägarna förlorar medvetandet.

### Akt III

#### Scen 1. Nästa förmiddag i skogen.
En ljus och inbjudande skog. Den nattliga stormen har förbytts i strålande solsken. Max har för att bevisa sin skicklighet inför furst Ottokar redan skjutit bort tre av de fyra frikulor som tillkom honom, men när han sedan skjuter med vanliga kulor bommar han oupphörligen sitt mål. Han ber nu Kaspar om en enda kula, ty han vill spara den sista kulan han har till mästerskjutningen. Men Kaspar har redan skjutit bort alla sina kulor och därmed har Max bara en kula kvar. Denna sista kula kan Samiel styra mot det mål han själv önskar.

#### Scen 2. Agathes kammare.
Agatha har haft en dröm ("Und ob die Wolke sie verhülle"). I drömmen har hon sett sig bli förvandlad till en vit duva. Max siktar på henne och hon störtar till marken, men är nu plötsligt åter Agathe, och en stor svart rovfågel har istället träffats av kulan. Men det finns fler varnande tecken. När Agathe öppnar asken med brudkransen ligger där en begravningskrans. Brudtärnorna, till och med den modiga Ännchen, blir bestörta och Agathe blir djupt upprörd. Men Agathe håller modet uppe och låter Ännchen binda en brudkrans av eremitens vita rosor ("Wir winden dir den Jungfern-Kranz").

#### Scen 3. Framför furstens tält.
En kör av jägare sjunger en munter jaktsång (Jägarkören: "Was gleicht wohl auf Erden"). Genom skogen kommer Agathe tillsammans med sin själasörjare eremiten. Furst Ottokar befaller Max att skjuta sitt mästerskott. Han pekar på en vit duva och befaller honom att sikta på den. I samma ögonblick skyndar Agathe, som minns sin dröm, fram och ropar: "Skjut inte den stackars oskyldiga duvan! Duvan är jag!" Duvan flyger bort i ett träd, i vilket Kaspar klättrat upp. Max skjuter. Agathe och Kaspar sjunker båda till marken. Agathe har bara svimmat men Max har träffat Kaspar som under förbannelser och åkallan av Samiel faller ned från trädet. Han dör och hans kropp kastas i Vargklyftan. Fursten fordrar en förklaring av Max, och han erkänner att han stöpt "frikulor". Då fursten vill straffa honom, träder eremiten fram och förklarar att endast den som själv är fri från skuld må kasta den första stenen. Fursten går med på att Max om ett år skall få både anställningen som skogvaktare och Agathe, om han under denna tid lever ett rent liv. En kör tackar Den Allsmäktige.

## Berömda utdrag
- Ouvertyren
- Akt 1. Durch die Wälder (Max)
- Akt 2. Leise, leise, fromme Weise (Agathe)
- Akt 3. Und ob die Wolken (Agathe); Jägarnas kör[1]

## Inspelningar (urval)
- Der Freischütz. Ernst Kozub, Gottlob Frick, Franz Grundheber, Toni Blankenheim, Arlene Saunders. Philharmoniker Hamburg. Leopold Ludwig, dirigent. Arthaus mono DVD 01 271.[6]
- Der Freischütz. Wolfgang Holzmair, Gilles Cachemaille, Luba Orgonasova, Christine Schäfer. Rundfunkchor Berlin. Berliner Philharmoniker. Nikolaus Harnoncourt, dirigent. Teldec 4509 97758-2. 2 CD.[6]